# Шульц, Адельберт
Адельберт Шульц (нем. Adelbert Schulz; 20 декабря 1903 — 28 января 1944) — немецкий генерал-майор (1.01.1944), командир 7-й танковой дивизии , участник Второй мировой войны. Был одним из самых молодых генералов в вермахте. Девятый из 27 награждённых Рыцарским крестом с Дубовыми Листьями, Мечами и Бриллиантами.

## Биография
Окончил гимназию, затем работал банковским клерком. В 1923–24 годах обучался в торговом училище, затем служил в полиции. В 1934 году получил звание лейтенанта полиции, с 1935 года — в Вермахте, в звании обер-лейтенант. Принимал участие в оккупации Австрии и Судетской области.

## Вторая мировая война
С октября 1939 года капитан Шульц командует 1-й ротой 25-го танкового полка. Участвовал в Западной кампании 1940 года в составе 7-й танковой дивизии под командованием Эрвина Роммеля.
За Французскую кампанию Шульц был награждён Железными крестами обеих степеней и Рыцарским крестом, произведён в майоры и назначен командиром 1-го батальона 25-го танкового полка.
В кампании против СССР батальон под командованием Шульца прошёл через Вильнюс, Минск, Витебск, Смоленск до подмосковного Клина. 31 декабря 1941 года награждён Дубовыми Листьями (№ 47) к Рыцарскому кресту.
В январе — мае 1942 года 7-я танковая дивизия сражалась в СССР в районе Ржева, затем была отведена во Францию.
С января 1943 года дивизия вновь на Восточном фронте, в районе Изюма, затем в районе Харькова и Белгорода. Участвовал в наступлении вермахта на южном фасе Курской дуги (операция «Цитадель»). Подполковник Шульц в марте 1943 года был назначен командиром 25-го танкового полка, 6 августа 1943 года награждён Мечами (№ 33) к Рыцарскому кресту с Дубовыми Листьями.
В ноябре 1943 года 7-я танковая дивизия сражалась в районе Киева, Шульц получил звание полковника. 6 декабря 1943 года награждён Бриллиантами (№ 9) к Рыцарскому кресту с Дубовыми Листьями и Мечами. В январе 1944 года Шульц был произведён в генерал-майоры и назначен командиром 7-й танковой дивизии, действовавшей в районе Житомира.
28 января 1944 года генерал-майор Шульц во время боя под Шепетовкой был убит осколком снаряда, поразившим его в голову.

## Награды
- Железный крест (1939)
  - 2-й класс (24 мая 1940)
  - 1-й класс (24 мая 1940)
- За ранение (нагрудный знак) чёрный
- За танковую атаку (нагрудный знак) в серебре
- Рыцарский крест Железного креста (29 сентября 1940)
  - Дубовые листья (№ 47) (31 декабря 1941)
  - Мечи (№ 33) (6 августа 1943)
  - Бриллианты (№ 9) (14 декабря 1943)
- Упоминался в «Вермахтберихт» (30 января 1944)

### Упоминание в «Вермахтберихт»
| Дата           | Оригинальная немецкая запись «Wehrmachtbericht» | Дословный перевод на русский |
| 30 января 1944 | … In diesen Kämpfen fand an der Spitze seiner Division der vor wenigen Tagen vom Führer mit der höchsten Tapferkeitsauszeichnung beliehene Kommandeur einer Panzerdivision Generalmajor Schulz den Heldentod. Mit ihm verliert das Heer einen seiner besten Offiziere, die Panzerwaffe einen vorbildlichen Kommandeur | Командир бронетанковой дивизии генерал-майор Шульц, который получил высшую награду за смелость от фюрера несколько дней назад, героически погиб. С ним армия потеряла одного из своих лучших офицеров и образцового командира. |